# Alain Schweingruber

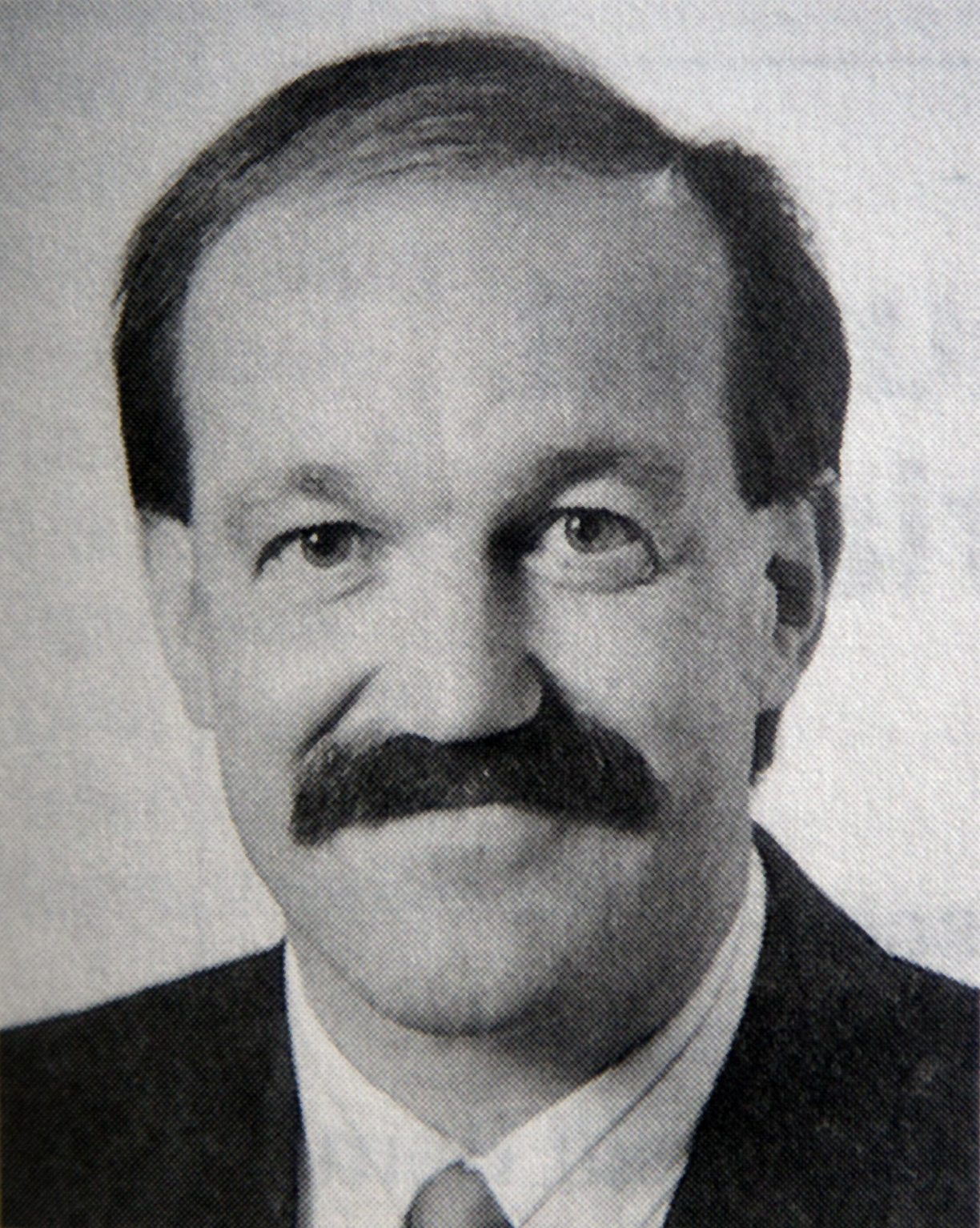
Alain Schweingruber

Alain Schweingruber (* 14. Juni 1952, heimatberechtigt in Wahlern und Delémont) ist ein Schweizer Politiker (FDP).

## Leben
Schweingruber studierte Rechtswissenschaften an der Universität Lausanne. Anschliessend arbeitete er bei Paul Moritz.
Von 1983 bis 1986 sass er für die FDP im Stadtrat von Delémont und von 1983 bis 1993 und von 1998 bis 2010 (2005 Präsident des Parlaments) und seit 2015 im Kantonsrat des Kantons Jura. Schweingruber vertrat, nach dem Tod von Pierre Etique, den Kanton Jura vom 6. Dezember 1993 bis zum 3. Dezember 1995 im Nationalrat. Er wurde 1995 nicht wiedergewählt.
Im Jahr 2002 kandidierte Schweingruber erfolglos für den Regierungsrat des Kantons Jura. Er wurde 2013 von der Regierung zum Vertreter des Kantons Jura in der Interjurassischen Versammlung ernannt.